# Buccinum eugrammatum
Buccinum eugrammatum är en snäckart som beskrevs av Dall 1907. Buccinum eugrammatum ingår i släktet Buccinum och familjen valthornssnäckor. Inga underarter finns listade i Catalogue of Life.